# Draco dussumieri
Draco dussumieri é uma espécie de lagarto da família Agamidae, conhecida por sua capacidade de planar entre árvores. Encontrada principalmente nos Gates Ocidentais e em algumas florestas montanhosas do sul da Índia, é quase totalmente arborícola. Vive em árvores de florestas e plantações de palmeiras próximas, onde escala troncos em busca de insetos e plana até árvores vizinhas ao expandir o patágio, uma pele solta nas laterais do corpo sustentada por costelas alongadas que funcionam como asas. A pele nas laterais do pescoço também se estende, suportada pelos ossos hioides da língua. Durante a época de reprodução, os machos mantêm pequenos territórios que defendem de outros machos enquanto cortejam as fêmeas. O macho possui um patágio mais colorido que o da fêmea e exibe proeminentemente sua barbela amarela esticada para frente. Apesar de viver quase toda a vida nas árvores, a fêmea desce ao solo para depositar ovos na terra. Esta é a espécie com a distribuição mais ocidental do gênero Draco, cuja maioria das espécies ocorre no Sudeste Asiático.

## Descrição

A cor e o padrão do corpo imitam troncos de árvores, e eles usam suas barbelas para se comunicar

O Draco dussumieri tem corpo marrom com manchas cinzentas que lembram o padrão da casca das árvores, podendo alterar ligeiramente sua cor. Como adulto, mede cerca de 23 cm de comprimento total, com um comprimento rostro-cloacal de 7 a 9 cm e uma cauda de 10 a 13 cm. A cabeça é arredondada, com focinho curto e narinas voltadas para cima. É ativo durante o dia, após se aquecer ao sol da manhã. Os machos possuem uma barbela amarela longa, mais curta nas fêmeas. Este lagarto sobe em árvores atrás de insetos nos troncos e, ao chegar ao topo, salta para planar até árvores próximas, estendendo seus patágios — abas de pele nas laterais do corpo sustentados por seis costelas alongadas com musculatura especial para abri-los. Os músculos peitorais também são adaptados para uma respiração mais eficiente e para suportar seu estilo de vida ativo. Além disso, as laterais do pescoço formam pequenas "asas" ao redor da cabeça, esticadas pelo aparelho hioide da língua. Controla a direção do voo com a cauda. O patágio exibe, na parte inferior, um padrão de manchas pretas sobre fundo amarelo e roxo, variando entre indivíduos, o que já foi usado para identificação e estimativas populacionais. Um tubérculo cônico, semelhante a um chifre, destaca-se atrás e acima da parte posterior do olho. Os machos têm uma pequena crista na nuca. O saco gular amarelo na garganta é longo e estreito, maior no macho. O dorso é áspero, e a garganta apresenta manchas marrons irregulares. Além do patágio, o aparelho hioide (parte da língua) expande as lapelas da garganta horizontalmente, de modo que a cabeça também é sustentada em suas laterais por pequenas estruturas semelhantes a asas.

## Taxonomia e etimologia
A espécie Draco dussumieri foi descrita inicialmente como le dragon de Dussumier por André Marie Constant Duméril e Gabriel Bibron em 1837, no quarto volume de seu catálogo de répteis do mundo. O nome específico, dussumieri, homenageia Jean-Jacques Dussumier [en], um viajante francês que coletou espécimes zoológicos na Índia. Draco significa "dragão" em grego.
D. dussumieri é a única espécie de Draco encontrada no sul da Índia e a representante mais ocidental entre cerca de 42 espécies do gênero. Destaca-se como o único membro de uma linhagem que representa um ramo antigo do ancestral comum das espécies do gênero. Um estudo não conseguiu localizar a sequência mitocondrial adequada para comparação com outras espécies.

## Distribuição

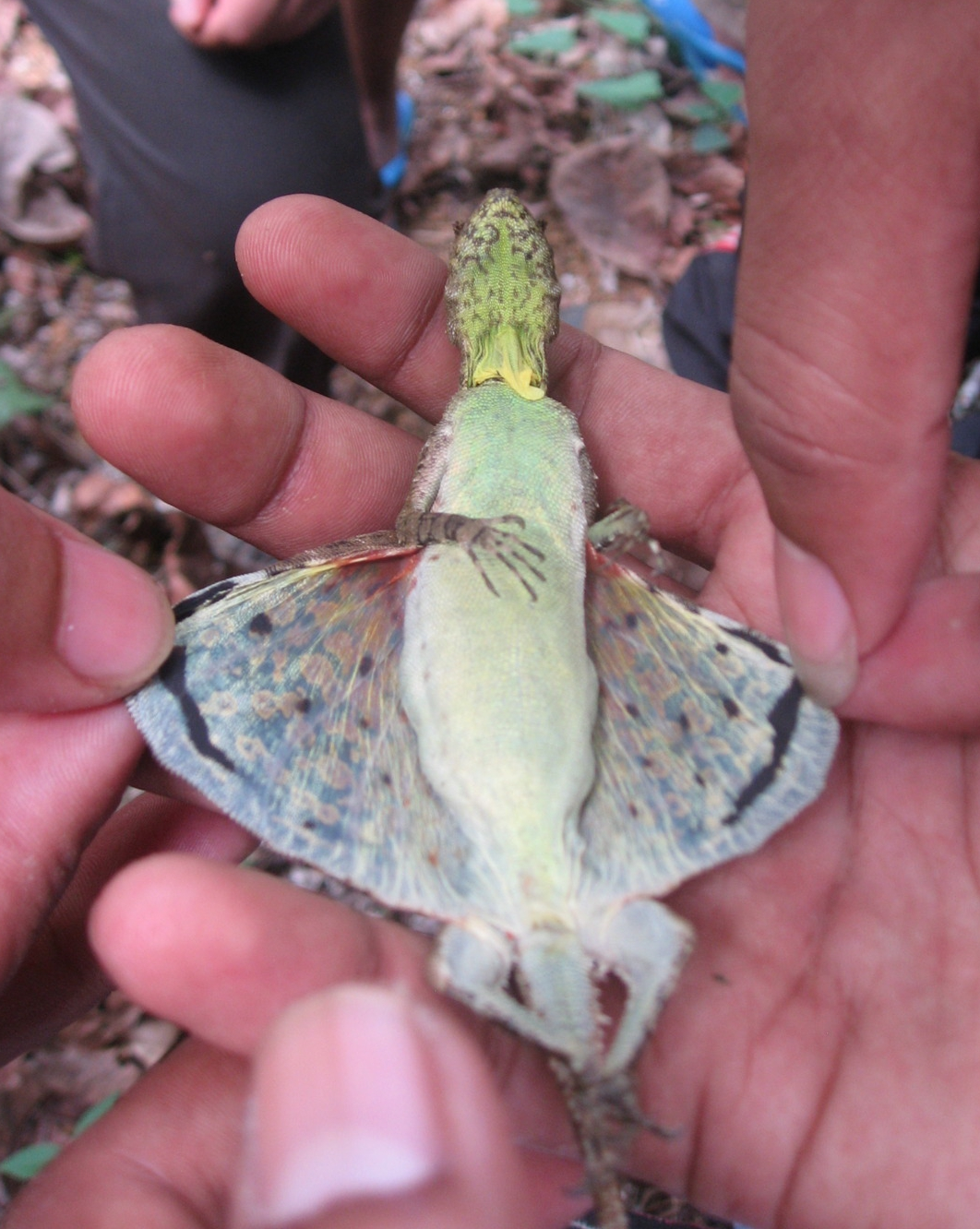
Parte inferior de uma fêmea mostrando o "asa" ou patágio, geralmente sustentado por seis costelas alongadas. A barbela é curta, e o padrão do patágio tem pouco contraste nas fêmeas

D. dussumieri ocorre principalmente ao longo dos Gates Ocidentais e florestas montanhosas associadas em Carnataca, Querala, Tâmil Nadu, Goa e Maarastra, no sul da Índia. Também foi relatado em partes dos Gates Orientais (Talakona), em Andra Pradexe. Nelson Annandale [en] registrou que era "comum a cerca de 16 km ao norte de Trivandrum, mas aparentemente muito localizado". É frequentemente encontrado em plantações de coco e areca próximas a florestas.

## Comportamento e ecologia

Decolagem e estágios iniciais do voo planado em D. dussumieri, desacelerado 10x, mostrando a conexão dos membros anteriores à membrana de voo

Draco dussumieri se alimenta de insetos. É estritamente diurno e dorme à noite em superfícies planas. Exemplares do norte de Carnataca consomem muitas formigas (Oecophylla smaragdina). Os machos exibem-se ativamente de fevereiro a abril em Querala, especialmente pela manhã, após se aquecerem ao sol. Mantêm pequenos territórios, balançando a cabeça e erguendo o saco gular ao avistar fêmeas. O macho pode mudar a cor da pele para um cinza prateado chamativo antes de planar até a fêmea, saltando com as patas traseiras e usando músculos adaptados na base da cauda para abrir o patágio. Os membros anteriores ficam presos ao patágio durante o voo e são liberados antes do pouso. No calor do dia no verão, descansa na copa mais fresca, voltando à atividade no final da tarde. Em climas mais frios, toma sol. Os machos perseguem as fêmeas e as cortejam com movimentos ritualizados, montando-as e mordendo a nuca durante a cópula. Intimidam machos intrusos abrindo e fechando o patágio com movimentos chamativos. Este lagarto é quase totalmente arborícola, mas as fêmeas descem ao solo para pôr ovos durante as monções. São postos cerca de quatro ovos, que eclodem após aproximadamente cinquenta dias.
Em uma estimativa populacional em uma plantação de areca nos Gates Ocidentais, a densidade foi de cerca de 13 indivíduos por hectare. Em Valparai, a uma altitude maior, a densidade foi bem menor, inferior a 2 por hectare.
Draco dussumieri tem predadores como serpentes arborícolas e aves. Duas espécies de aves observadas se alimentando dele são o papa-figos-indiano e o martim-caçador-de-barrete-preto [en]. Macacos-cauda-de-leão também foram registrados como predadores.

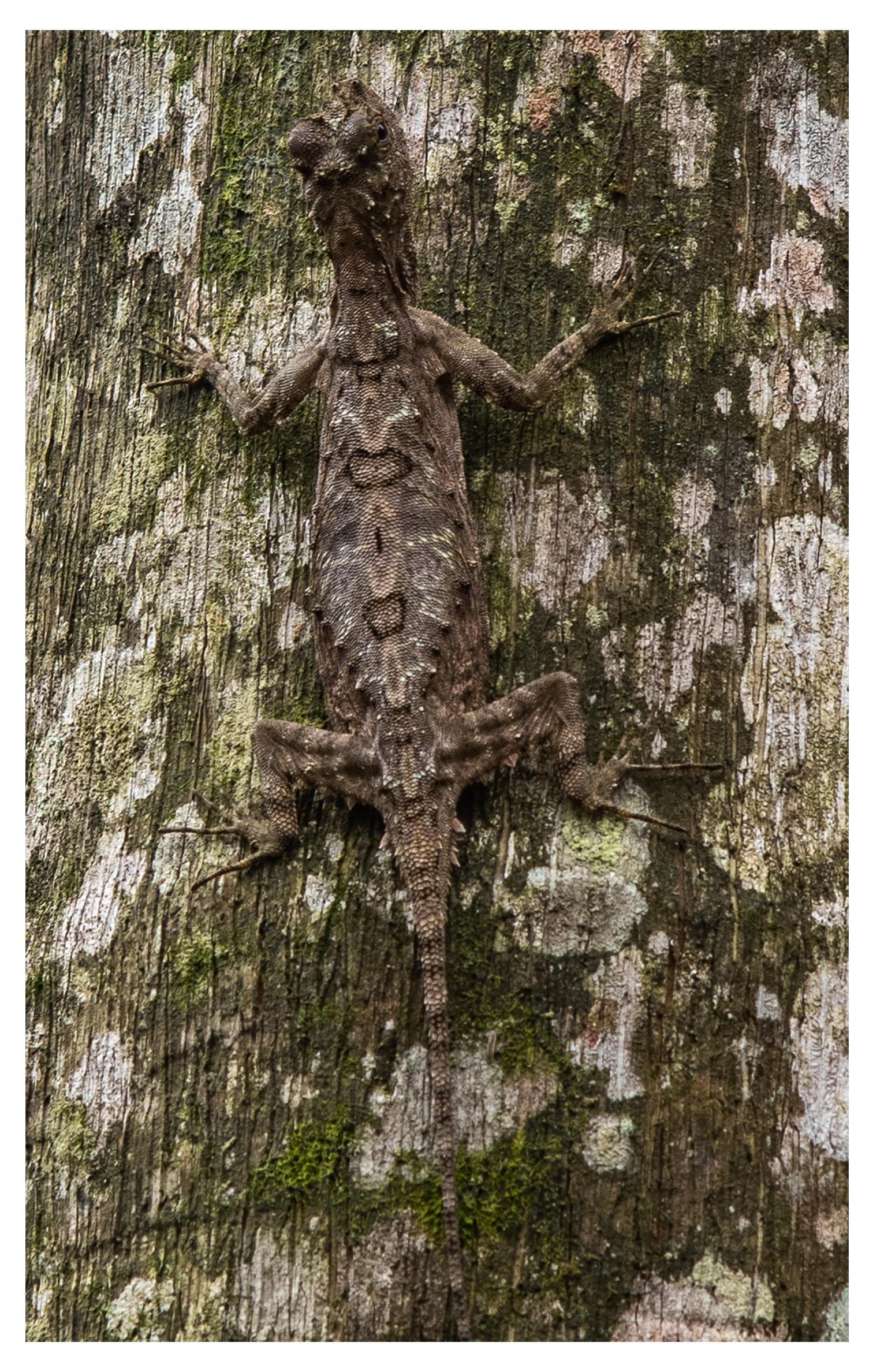
Draco dussumieri em Pandalur, Nilgiris, Tâmil Nadu

## Na ficção
Draco dussumieri tem destaque na obra fictícia Karvalo [en] (ಕರ್ವಾಲೊ), um romance em canará escrito por Poornachandra Tejaswi [en]. Na história, Karvalo (ಕರ್ವಾಲೊ), um cientista de meia-idade, procura esse lagarto voador nas florestas dos Gates Ocidentais em Carnataca, Índia.